# Sven Grahn
Sven Reinhold Grahn, född 14 mars 1946 i Stockholm, är en svensk ingenjör inom rymdteknik.

## Verksamhet
Grahn utbildade sig vid Kungliga Tekniska högskolan (KTH) och blev 1969 civilingenjör i teknisk fysik. Efter en tid vid meteorologiska institutionen vid Stockholms universitet kom han till Rymdbolaget, där han var verksam 1975–2006. Grahn verkade där som konstruktör och projektledare inom en mängd projekt inom Rymdbolaget, inte minst flera forskningssatelliter. Han har varit drivande bakom den tidiga svenska pionjärssatsningen på små, kostnadseffektiva rymdfarkoster, något som idag alltmer efterfrågas internationellt.
År 2011 utkom hans memoarer, Jordnära rymd – min rymdhistoria.

## Utmärkelser
Sven Grahn promoverades 2004 till hedersdoktor vid KTH. Grahn är ledamot av Ingenjörsvetenskapsakademien sedan 2006. 2007 tilldelades han H.M. Konungens medalj av 12:e storleken med högblått band, och 2008 förärades han Thulinmedaljen i guld.

## Publikationer
- Photogrammetric determination of the position of diffuse objects in space, av Georg Witt, Sven Grahn. - 1969-1971
- High-latitude ozone soundings with a rocket-borne multi-wavelength solar irradiance photometer, av Sven Grahn, Georg Witt. - 1974-
- The sky is not the limit : SSC and the Swedish space effort, Sven Grahn och Claes-Göran Borg. - 1983. - ISBN 91-7260-871-4
- The Freja Mission, redigerad av Rickard Lundin, Gerhard Haerendel och Sven Grahn. - 1995. - ISBN 0-7923-3317-9
- Rymdteknik, av Sven Grahn och Kristina Pålsson. - 2007  - ISBN 978-91-85401-77-2
- Rymdverksamhet i Sverige - snart ett halvsekel - 2007. - ingår i Dædalus (Stockholm). - 0070-2528. ; 2007(75), s. [18]-47 : ill.
- Sovjetunionen, USA och övriga : femtio års rymdfart som statistik - 2007. -  ingår i Dædalus (Stockholm). - 0070-2528. ; 2007(75), s. [128]-131
- Jordnära rymd : min rymdhistoria, Grahns memoarer- 2011. - ISBN 978-91-85671-97-7

- Artiklar i tidskriften Forskning & Framsteg